# کیچیک دهنه
کیچیک دهنه (به لاتین: Kiçik Dəhnə) یک منطقه مسکونی در جمهوری آذربایجان است که در شهرستان شکی واقع شده‌است. کیچیک دهنه ۷۸۸۰ نفر جمعیت دارد.